# Макавчицы
Макавчи́цы (бел. Макаўчы́цы) — бывшая деревня в Дзержинском сельсовете Дзержинского района Минской области Беларуси. Известна с XVI века. В 1588 году находилась в Койдановской волости ВКЛ. В 1550—1831 годах была в Койдановском графстве, принадлежала Радзивиллам. С 1831 года в государственной собственности. В 1695—1744 годах во владении нойбурских пфальцграфинь — «Нойбурских владениях». С 1878 года принадлежали Косаковским и Соколову. В 1882 году открыто народное училище (17 учеников: 16 мальчиков, 1 девочка). В 1897 году — 557 жителей (268 мужчин, 289 женщин, 534 православных). В 1909 году — 103 двора, 593 жителя. В 1924—1932 годах — центр одноимённого сельсовета. В 1972 году — 191 двор, 700 жителей. В 1988 году была включена в городскую черту города Дзержинска.